# وویتینتسی
وویتینتسی (به صربی: Vujetinci) یک منطقهٔ مسکونی در صربستان است که در Moravica District واقع شده‌است.
 وویتینتسی ۱۰٫۵۹ کیلومتر مربع مساحت و ۳۹۵ نفر جمعیت دارد و ۶۴۲ متر بالاتر از سطح دریا واقع شده‌است.